# Mesosemia gertraudis
Mesosemia gertraudis is een vlindersoort uit de familie van de prachtvlinders (Riodinidae), onderfamilie Riodininae.
Mesosemia gertraudis werd in 1910 beschreven door Stichel.